# Kirche der Christengemeinschaft (Berlin)

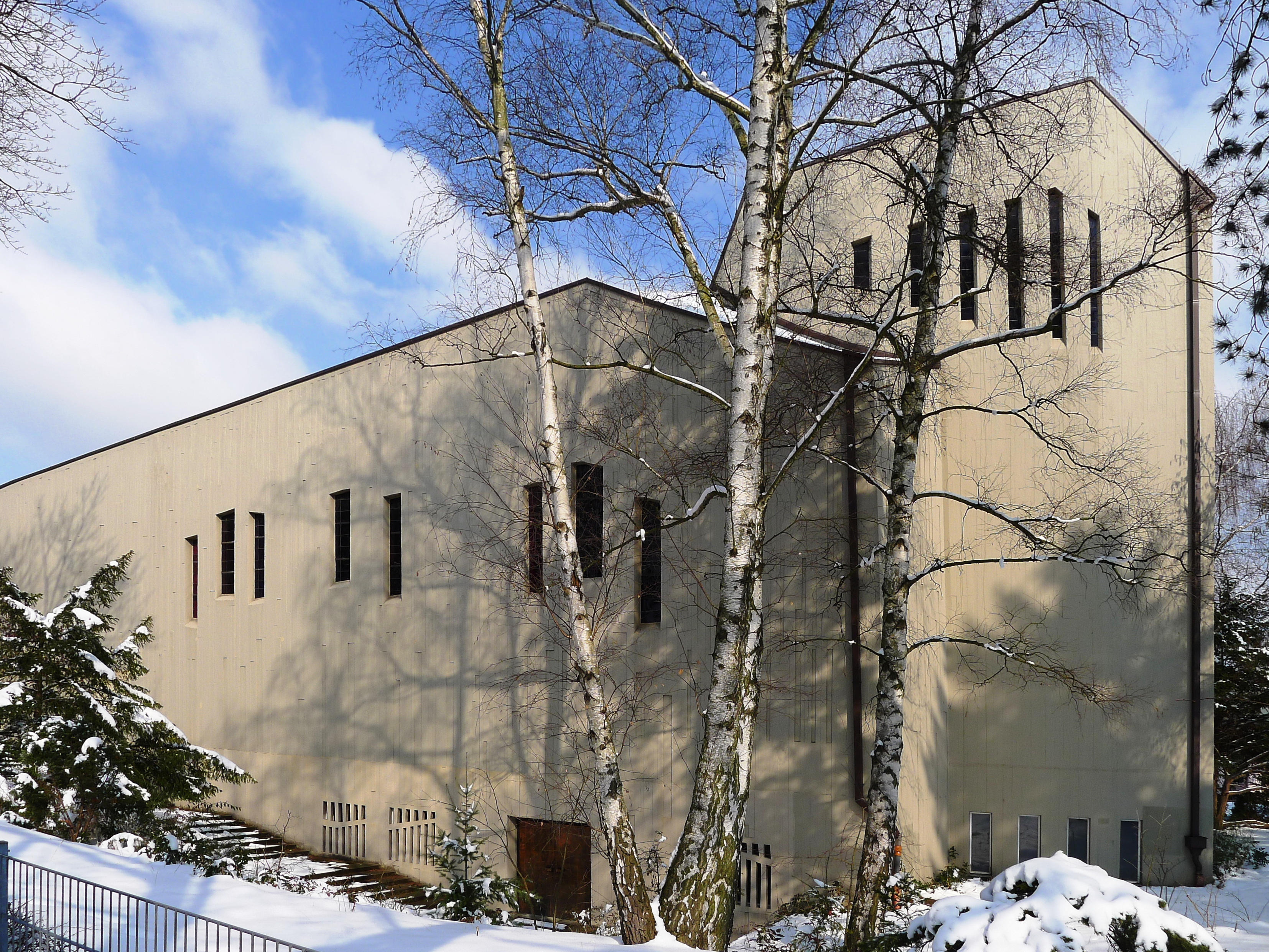
Kirche der Christengemeinschaft

Die Kirche der Christengemeinschaft ist eine Kirche der Christengemeinschaft in der Mansfelder Straße 38 im Berliner Ortsteil Wilmersdorf des Bezirks Charlottenburg-Wilmersdorf. Sie wurde von Helmuth Ludwig Lauer, der viele Bauten für die Christengemeinschaft errichtete, im Stil der anthroposophischen Architektur entworfen. Am 14. November 1960 wurde mit dem Bau begonnen, am 21. Juni wurde das Richtfest gefeiert und am 10. Juni 1962 wurde die Kirche eingeweiht.

## Geschichte
Die Christengemeinschaft wurde am 16. September 1922 von jungen Studenten und Theologen unter Mithilfe von Rudolf Steiner gegründet. An ihrer Spitze stand Friedrich Rittelmeyer, ein ehemaliger Prediger an der Neuen Kirche am Gendarmenmarkt, der aus dem Dienst der evangelischen Kirche ausgeschieden war. Im Zweiten Weltkrieg wurde die Gemeinschaft aufgelöst und ihr Vermögen beschlagnahmt. Nach 1945 nahm sie ihre Tätigkeit wieder auf. Den Anstoß zum Bau der neuen Kirche in Berlin gab am 11. März 1958 Emil Bock.

## Baubeschreibung
Die Entwicklung der anthroposophischen Architektur, die sich an der Weltanschauung der Anthroposophie von Rudolf Steiner orientiert, zieht sich bis in die Gegenwart hin, wobei sich die ursprünglichen Elemente von Jugendstil und Expressionismus änderten. Die Stilrichtung der anthroposophischen Architektur wird auch als organische Architektur verstanden, die Anfang des 20. Jahrhunderts als Befreiung von historisierenden Architekturstilen entstanden ist.
Das Bauwerk ist ganz aus Beton errichtet. Durch seine Ausführung in Sichtbeton wirkt es wie ein Bunker, insbesondere wegen der kleinen Fenster. Bedeckt ist der Baukörper mit Sattel- bzw. Pultdächern. Das Kirchenschiff ist ein symmetrischer Longitudinalbau. Im Norden hat es einen eingeschossigen Anbau, der zum Gemeindehaus führt. Das Portal der Kirche, links und rechts neben der Eingangstür ein Relief, liegt im Westen, dahinter ist ein kleiner Vorraum, über dem sich die Empore für die Orgel befindet. Der große Innenraum steigt in Richtung Apsis in der Höhe an, auch in der Breite nimmt er zu. Die eingezogene Apsis im Osten ist turmhoch, von außen sieht sie wie ein Glockenturm aus. In großer Höhe befinden sich Öffnungen aus Fensterglas, durch sie fällt Tageslicht in den Altarbereich. Das Kirchenschiff hat dagegen farbige Fenster. Das Innere der Kirche wird durch das große Fresko auf der gesamten Fläche der Wand hinter dem Altar beherrscht, das Arne Klingborg gemalt hat. Den übrigen Anteil an der künstlerischen Gestaltung hatte Rex Raab. Unter dem Kirchraum befinden sich eine Krypta für die Weihehandlungen an Werktagen und ein Raum für die Aufbahrung. Die beiden Reliefs aus Beton neben der Haupteingangstür sind von dem Künstler Wilfried Ogilvie (1929–2024).